# Pistyur Imre
Pistyur Imre (Csobánka, 1953. június 15. –) Munkácsy díjas magyar szobrász.

## Pályafutása
A képzőművészet gyermekkora óta vonzotta. 1967-től folyamatosan tartotta a kapcsolatot Szalóky Sándor (1921-1978) akvarellista festőművésszel és Szegvári Károly festőművésszel. 1970-től 1976-ig a szentendrei művelődési ház képzőművészeti körébe járt, ahol Pirk János és Markó Sándor, később Bálint Ildikó tartotta a foglalkozásokat. Ide jártak még pl: Gavrilovics Sándor, Kovács László Putu, Páljános Ervin, Varga Ágnes Kabó, Lukács János, Gál József.  1976-1978-ig Dunaújvárosban ifj. Koffán Károly képzőművész körébe járt, a Munkás Művelődési Ház képzőkörébe, Farkas Mihállyal, Birkás Istvánnal stb. A kővel való bánásmódban és a kő iránti tiszteletben példaképe Mészáros Dezső szobrászművész. A képfestés és a szobrászat párhuzamosan foglalkoztatja. 2000-től inkább szobrokat farag. Az ábrázolás során az emberi erényeket és gyengeségeket helyezi a mondanivaló fókuszába.

„Bízom abban, hogy munkálkodásom a kövek által megjelenített kortalan üzenet. Párhuzamos világ, ahol a valóság az ábrázolás minden aspektusában jelen van.”

- 2002 MAOE tagság; képzőművész tagozat szobrász szakosztály
- 2002 Magyar Szobrásztársaság tagság

## Köztéri szobrai
- Szent Flórián (vulkáni kő, 2004, Szentendre)
- Szent Kristóf (vulkáni kő, 2008, Szentendre, Skanzen-pályaudvar)

## Díjak
- 2005      Budapest, Gaál Imre Galéria Tavaszi Tárlat-Pesterzsébeti Múzeum I.díja
- 2008      Budapest, Gaál Imre Galéria Tavaszi Tárlat-Knorr Bremse díja
- 2008      Gödöllő, 10 éves GIM-Ház-MAOE –Művészeti díj
- 2008      Szombathely, I. Ars Pannonica Biennálé – fődíj
- 2009      BTI Csend napja- közönségdíj
- 2009      Vecsés Város Művészetéért díj
- 2011      Munkácsy-díj
- 2011      Pilisi Alkotó Kaptár Egyesület díja
- 2011      XXI. Debreceni Nyári Tárlat – fődíj
- 2012      Szentendre, Pro Urbe díj
- 2014      Szentendre Város Szolgálatáért díj
- 2015      Kaposvár, Groteszk – különdíj
- 2015      Szentendre, Harmónia – kiállítási díj
- 2021      XLI. Szegedi Nyári Tárlat, – REÖK díj
- 2021      MAOE Dante univerzuma szakmai díj

## Egyéni kiállításai (válogatás)
- 1995      Budapest, Csillaghegy- Banánklub
- 2002       Budapest, Nemzeti Táncszínház- Iván Lovrencsics-val
- 2003      Dobogókő – Manréza
- 2003      Nagycenk, Horváth-Lukács Galéria
- 2003      Szentendre, Régi Művésztelepi Galéria
- 2004      Budapest, Gaál Imre Galéria
- 2004      Szentendre, Művészet Malom
- 2005      Szentendre, Skanzen
- 2005      Budapest, Gaál Imre Galéria
- 2006      Szentendre, Városháza- Pistyur Gabriellával
- 2006      Budapest, Hadik Kávéház – Pirk Lászlóval
- 2007      Szentendre, Inno-Art Galéria
- 2009      Solymár, Művelődési Ház- Pistyur Gabriellával
- 2009      Vecsés, József Attila Művelődési ház
- 2009      Csobánka, Közösségi Ház – Pistyur Gabriellával
- 2010      Szentendre, Barcsay Iskola- Pistyur Gabriellával
- 2010      Pomáz, Művelődési Ház
- 2010      Budapest, Aulich Galéria
- 2011      Szentendre, Skanzen-Sonkádi csűr
- 2011      Hidegség, Grubics pajta
- 2011      Los Angeles, Magyar Ház- Pistyur Gabriellával
- 2012      Budakalász, Faluház
- 2012      Szentendre, V-8 –Merülés (vízalatti kiállítás)
- 2012      Debrecen, Litoráma- Bényi Árpád Terem
- 2013      Kassa, Rodostói Ház
- 2013      Szentendre, Promenád kert
- 2014      Szentendre, Skanzen- Mágikus erdő
- 2016      Leányfalu, Aba-Novák Galéria
- 2016      Budapest-Békásmegyer, Medgyessy Ferenc Iskola
- 2018      Budapest, Artézi Galéria- 65 év- Pistyur Gabriellával

## Válogatott csoportos kiállítások
- 1972      Szentendre, BVM Kultúrterem;
- Szentendre, Dunaparti Művelődési Ház- Képzőköri Őszi Tárlat
- 1973      Csobánka- Kocsmatárlat
- 1974      Budapest, Fővárosi Művelődési Ház;
- Szentendre, Őszi Tárlat
- 1975      Szentendre, Őszi Tárlat
- 1976      Dunaújváros, Munkás Művelődési Ház
- 1977      Szentendre, Jubileumi Képzőköri Kiállítás PMKK
- 2000      Szentendre, Pest Megyei Tárlat
- 2001      Szentendrei Tárlat
- 2002      Pest Megyei Tárlat
- 2003      Budapest, Duna Galéria; Budapest, Vigadó Galéria;
- Szentendrei Szobrászat, Művészetmalom;
- Szentendre, Skanzen Galéria
- 2004      Budapest, Zichy Kastély (Finn-Magyar)
- 2005      Budapest, Gaál Imre Galéria Tavaszi Tárlat- Pesterzsébeti Múzeum I. díja;
- Szentendrei Képtár
- 2006      Debreceni Nyári Tárlat;
- Szentendre, Régi Művésztelepi Galéria- (56’ Kiállítás)
- 2007      Szentendre, Magyar Szobrász Társaság- Mágia- Művészetmalom
- 2008      Budapest, Gaál Imre Galéria Tavaszi Tárlat- Különdíj
- 2008      Gödöllő, 10 éves a GIM-Ház- MAOE- Művészeti díj
- 2008      Szombathely- Ars Pannonica Biennálé- Fődíj
- 2008      Debreceni Nyári Tárlat
- 2009      Szentendre, Szobrász Biennálé
- 2009      Budapest,BTI Csend napja
- 2009      Kecskemét, Apokalipszis
- 2009      Budapest, Stefánia Palota-Budavár visszavétele
- 2011      Budapest, Gaál Imre Galéria- Tavaszi Tárlat
- 2011      Szegedi Nyári Tárlat
- 2011      Debrecen, XXI. Nyári Tárlat
- 2011      Pilisvörösvár, Alkotói Kaptár – Kiállítási díj
- 2011      Budapest, Olof Palme Ház – állami díjazottak kiállítása
- 2011      Budapest, Ezüst gerely
- 2011      Budapest, Mariott Hotel- (Világ asszonyai)
- 2012      Kaposvár, VIII. Groteszk Kiállítás
- 2012      Budapest, Tavaszi Tárlat
- 2012      Szentendre, Malom- Local-colour
- 2012      Szentendre, II. Szobrász Biennálé
- 2012      Szigetszentmiklós, Patak Fesztivál
- 2012      Verőce, Őszi Tárlat
- 2012      Szentendre, Színes szobrok (Képtár)
- 2012      Budapest, Nagycirkusz- Illúzió és valóság
- 2013      Kecskemét, VI. Ikonográfiai Biennálé
- 2013      Siklósi Szalon
- 2013      Dunaszerdahely, Kapcsolat
- 2013      Szentendre, Lap-top-on
- 2013      Balatonalmádi, Balaton Tárlat
- 2013      Szentendre, Négy elem
- 2013      Gödöllő, 15 éves GIM-ház
- 2013      Budapest, Szinergon Lap-top-on
- 2013      Budapest, Ezüst gerely
- 2013      Budapest, Millenáris Art Markett
- 2014      Kecskemét, Kecskemét arcai
- 2014      Budapest, Gaál Galéria Tavaszi Tárlat
- 2014      Budapest, Lengyel Múzeum (Kisebbségek)
- 2014      Siklósi Szalon
- 2014      Hajdúnánás, Kéki Lajos Művelődési Ház
- 2014      Szentendre, Művésztelepi Galéria- MSZT előjáték
- 2014      Budapest, Art Moment
- 2014      Szentendre, Labirintus
- 2014      Dunaszerdahely, Duna
- 2014      Szentendre, III. Szobrász Biennálé (Evidencia)
- 2014      Szentendre, Ars Sacra
- 2014      Budapest, NKA Beszámoló Kiállítás – Várkert bazár
- 2014      Szentendre, Művésztelepi Galéria- Duna
- 2015      Budapest, Gaál Imre Galéria- Tavaszi Tárlat
- 2015      Siklósi Szalon
- 2015      Hajdúnánás, Kéki Lajos Művelődési Ház
- 2015      Szentendre, MAOE- Harmónia
- 2015      Dunaszerdahely, Hazám
- 2015      Szentendre, Hazám
- 2016      Gubbió- Szentendre, Testvérvárosok
- 2016      Kecskemét, Ikonográfiai Biennálé
- 2016      Siklósi Szalon
- 2017      Budapest, Gaál Imre Galéria- Tavaszi Tárlat
- 2017      Budapest, Stefánia Palota- Magyar szobrászat
- 2017      Siklósi Szalon  2017      Dunakeszi,- Reformáció
- 2017      Budapest, Erdős Renée Ház (Cicák és macskák)
- 2017      Szentendre, – Reformáció
- 2017      Szentendre, Régi Művésztelepi Galéria- MSZT
- 2018      Budapest, Stefánia Palota- Magyar szobrászat
- 2018      Kaposvár, Groteszk
- 2018      Budapest, Gaál Imre Galéria – Tavaszi Tárlat
- 2018      Kecskemét, Ikonográfiai Biennálé
- 2018      Siklósi Szalon
- 2018      Budapest, Stefánia Palota- Kisplasztikai Kiállítás
- 2019      Róma, Római Magyar Intézet (Siklósi Szalon)
- 2021      XLI. Szegedi Nyári Tárlat